# 萨克森-哥达
萨克森-哥达（Sachsen-Gotha）是韦廷家族在图林根的一个邦国。1640年由萨克森-魏玛分出，1680年分裂为七个邦国。

## 成立背景
1485年，根据萊比錫分割條約，韦廷王朝的领地被一分为二。萨克森选侯腓特烈二世的次子恩斯特继承了迈森北部、图林根南部、维滕贝格和选侯的职位。在宗教战争期间，该支逐渐倾向支持新教。最终，在1547年，萨克森选侯的头衔，被当时的神圣罗马帝国皇帝卡尔五世剥夺。
被废黜选侯之位的约翰·弗里德里希一世得到了魏玛作为领地。于是他以魏玛为大本营，发展了他家族的力量。约翰·弗里德里希一世于1554年去世，他的两个儿子瓜分了他的土地。次子约翰·威廉成为萨克森-魏玛公爵，得到了魏玛、哥达、阿尔滕堡等领土。
1640年，萨克森-魏玛公爵“伟大的”威廉将哥达、滕内贝格、瓦尔特斯豪森、瓦赫森堡、伊希特尔斯豪森、柯尼希斯贝格和同多尔夫分封给弟弟“虔诚的”恩斯特，形成了萨克森-哥达公国。

## 简史
萨克森-哥达不断扩大领土，1645年得到海尔德堡、艾斯菲尔德和萨尔宗根；1660年得到弗劳恩布莱通根和瓦松根；1663年得到克拉尼希费尔德。1672年，萨克森-阿尔滕堡绝嗣。恩斯特作为末代萨克森-阿尔滕堡公爵腓特烈·威廉三世的堂姐夫继承了萨克森-阿尔滕堡。
1675年，恩斯特一世去世。他的第四子，也是活到成年的最年长的儿子腓特烈一世继承了他的领地。但遭到其他儿子的反对。1680年，腓特烈一世与六个弟弟通过协议瓜分了父亲的领土：
- 四子腓特烈得到哥达、滕内贝格、瓦赫森堡、伊希特尔斯豪森、格奥尔根塔尔、施瓦茨瓦尔德、莱因哈德斯布鲁恩、福尔肯罗德、上克拉尼希费尔德、奥拉明德、阿尔滕堡和托纳，形成萨克森-哥达-阿尔滕堡公国；
- 五子阿爾布雷希特得到科堡，形成萨克森-科堡公国；
- 六子博恩哈德得到迈宁根、瓦松根、萨尔宗根、下玛斯菲尔德、弗劳恩布莱通根等地，形成萨克森-迈宁根公国；
- 七子亨利得到勒姆希尔德，形成萨克森-勒姆希尔德侯国；
- 八子克里斯蒂安得到艾森贝格，形成萨克森-艾森贝格侯国；
- 九子恩斯特得到海尔德堡、艾斯菲尔德和希尔德堡豪森，形成萨克森-希尔德布尔格豪森侯国；
- 十一子约翰·恩斯特得到萨尔费尔德、格莱芬塔尔和普罗布斯策拉，形成萨克森-萨尔费尔德侯国。

## 历代公爵列表

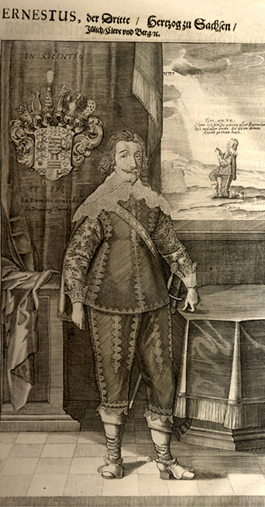
第一任萨克森-哥达公爵恩斯特一世

- 1640年—1675年：恩斯特一世
- 1675年—1680年：腓特烈一世